# École pratique des hautes études
L'École Pratique des Hautes Etudes (EPHE) és una gran institució francesa d'ensenyament superior especialitzada en ciències de la vida i de la terra (SVT), ciències històriques i filològiques (SHP) i ciències religioses (SR). La seva condició de «grand établissement» (tipus EPSCP) li permet seleccionar l'estudiantat. Maties Delcor hi va cursar estudis (1947) sobre textos bíblics. La missió estatutària de l'EPHE és, en els camps científics que abasta, «el desenvolupament de la investigació i la formació mitjançant la pràctica de la recerca». A finals del 2014 es va unir a la Universitat Paris Sciences et Lettres.
Fundada el 1868, avui l'EPHE està format per tres seccions (Ciències de la vida i de la terra, Ciències històriques i filològiques, Ciències religioses) i tres instituts estatals: l'Institut européen en sciences des religions, l'Institut des récifs coralliens du Pacifique i l'Institut transdisciplinaire d'étude du vieillissement.
L'antiga VI secció (Ciències econòmiques i socials), dirigida per Fernand Braudel, esdevingué, l'any 1975, un organisme independent, l'«École des hautes études en sciences sociales (EHESS)».